# La Chapelle (Allier)
Pour les articles homonymes, voir La Chapelle.
La Chapelle est une commune française rurale, située dans le département de l'Allier, en région Auvergne-Rhône-Alpes.
Commune de la Montagne bourbonnaise incluse dans l'aire d'attraction de Vichy, elle comptait 396 habitants au recensement de 2022, appelés les Chapelois et les Chapeloises, les Chapellois ou les Chapelloises ou les Chapelains et les Chapelaines.

## Géographie

### Localisation
La Chapelle est située au sud-est du département de l'Allier en Montagne bourbonnaise, à proximité de l'agglomération de Vichy. Ses communes limitrophes sont Molles, Nizerolles, Le Mayet-de-Montagne, Arronnes.
À vol d'oiseau, elle est à 18,1 km au sud de Lapalisse, à 10,2 km à l'est-sud-est de Cusset, à 12,1 km à l'est-sud-est de la sous-préfecture Vichy et à 56 km au sud-sud-est de la préfecture Moulins.
Principaux lieux-dits : Barnichon, Cognet, les Jonchères, l'Oyon, les Palissards, Isseroure, le Pouthier.
Cinq communes sont limitrophes :
| Molles |             |                      |
| Busset | La Chapelle | Nizerolles           |
|        | Arronnes    | Le Mayet-de-Montagne |

### Géologie et relief
La commune s'étend sur 2 110 hectares ; son altitude varie entre 331 et 586 mètres.

### Hydrographie
Le Sichon forme une partie de la limite de la commune, au sud et à l'ouest, tandis que l'un de ses affluents de rive droite, le Mansan, coule en limite nord et ouest.

### Climat
Pour des articles plus généraux, voir Climat d'Auvergne-Rhône-Alpes et Climat de l'Allier.
En 2010, le climat de la commune est de type climat océanique dégradé des plaines du Centre et du Nord, selon une étude du CNRS s'appuyant sur une série de données couvrant la période 1971-2000. En 2020, Météo-France publie une typologie des climats de la France métropolitaine dans laquelle la commune est exposée à un climat de montagne ou de marges de montagne et est dans une zone de transition entre les régions climatiques « Centre et contreforts nord du Massif Central » et « Nord-est du Massif Central ».
Pour la période 1971-2000, la température annuelle moyenne est de 10,5 °C, avec une amplitude thermique annuelle de 15,9 °C. Le cumul annuel moyen de précipitations est de 957 mm, avec 11,4 jours de précipitations en janvier et 7,9 jours en juillet. Pour la période 1991-2020, la température moyenne annuelle observée sur la station météorologique de Météo-France la plus proche, « Mayet-de-Montagne », sur la commune du Mayet-de-Montagne à 8 km à vol d'oiseau, est de 10,9 °C et le cumul annuel moyen de précipitations est de 979,2 mm,. Pour l'avenir, les paramètres climatiques de la commune estimés pour 2050 selon différents scénarios d'émission de gaz à effet de serre sont consultables sur un site dédié publié par Météo-France en novembre 2022.

## Urbanisme

### Typologie
Au 1er janvier 2024, La Chapelle est catégorisée commune rurale à habitat très dispersé, selon la nouvelle grille communale de densité à 7 niveaux définie par l'Insee en 2022.
Elle est située hors unité urbaine. Par ailleurs la commune fait partie de l'aire d'attraction de Vichy, dont elle est une commune de la couronne,. Cette aire, qui regroupe 50 communes, est catégorisée dans les aires de 50 000 à moins de 200 000 habitants,.

### Occupation des sols

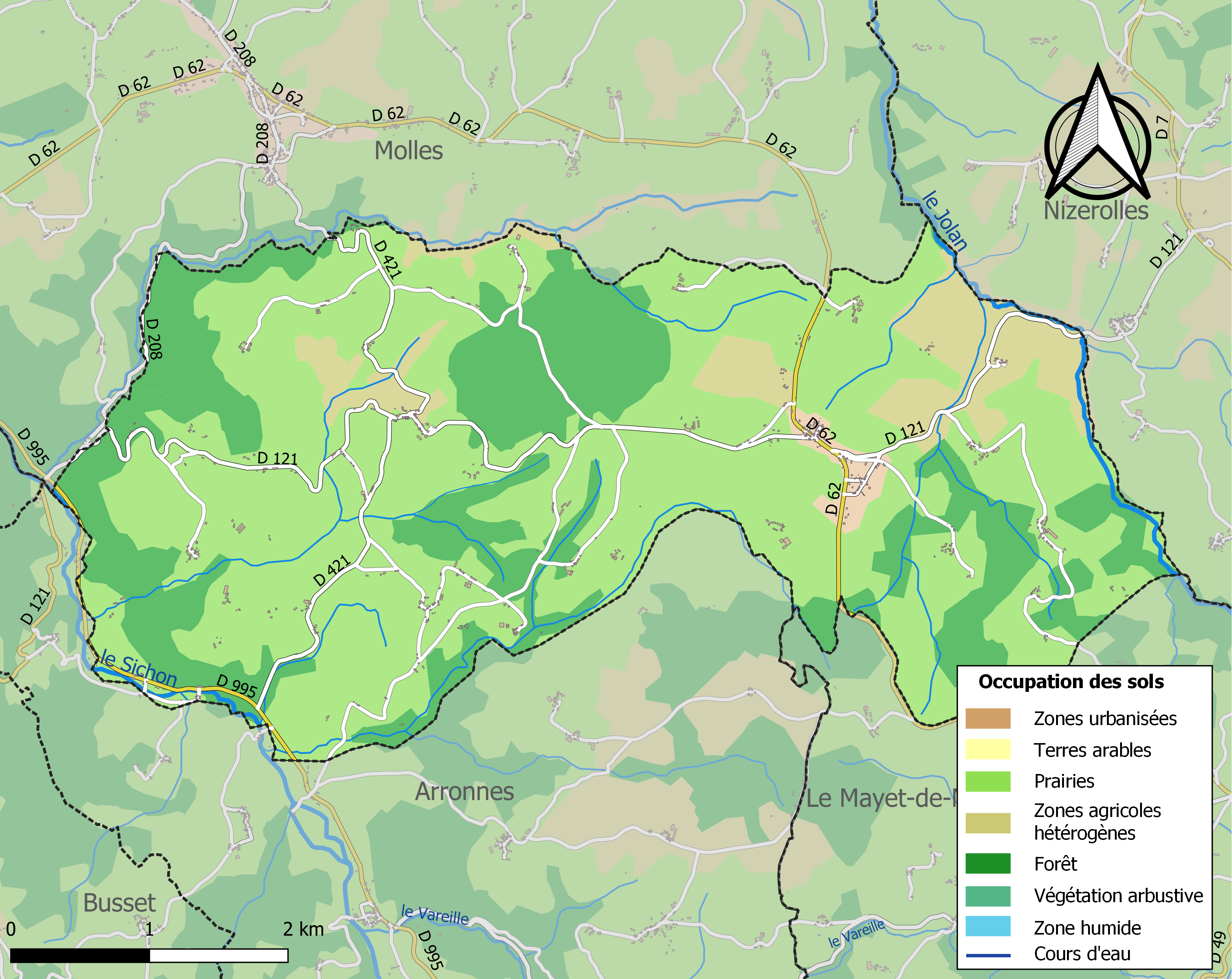
Carte des infrastructures et de l'occupation des sols de la commune en 2018 (CLC).

L'occupation des sols de la commune, telle qu'elle ressort de la base de données européenne d’occupation biophysique des sols Corine Land Cover (CLC), est marquée par l'importance des territoires agricoles (72 % en 2018), en diminution par rapport à 1990 (73,4 %). La répartition détaillée en 2018 est la suivante : prairies (63,6 %), forêts (26,8 %), zones agricoles hétérogènes (8,4 %), zones urbanisées (1,2 %).
L'IGN met par ailleurs à disposition un outil en ligne permettant de comparer l’évolution dans le temps de l’occupation des sols de la commune (ou de territoires à des échelles différentes). Plusieurs époques sont accessibles sous forme de cartes ou photos aériennes : la carte de Cassini (XVIIIe siècle), la carte d'état-major (1820-1866) et la période actuelle (1950 à aujourd'hui).

### Logement
En 2020, la commune comptait 257 logements, contre 253 en 2014. Parmi ces logements, 65,8 % étaient des résidences principales, 14,8 % des résidences secondaires et 19,5 % des logements vacants. Ces logements étaient quasi exclusivement des maisons individuelles (deux appartements).
La proportion des résidences principales, propriétés de leurs occupants était de 87 %, en hausse sensible par rapport à 2014 (85,6 %). Il n'existait aucun logement HLM loué vide en 2020.

### Planification de l'aménagement
L'ancienne communauté de communes de la Montagne bourbonnaise, dont La Chapelle était membre, avait prescrit l'élaboration d'un plan local d'urbanisme intercommunal (PLUi) en 2014. À la suite de la fusion de la communauté de communes avec la communauté d'agglomération de Vichy Val d'Allier le 1er janvier 2017, c'est Vichy Communauté qui poursuit les procédures de l'élaboration de ce document, approuvé en conseil communautaire le 31 mars 2022 et exécutoire depuis le 13 mai 2022.

### Voies de communication et transports
Le chef-lieu de la commune est à l'écart de la route principale (route départementale 995, ancienne route nationale reliant Cusset à Ferrières-sur-Sichon en longeant le Sichon).
Le lieu-dit le Pouthier est traversé par la route départementale 62 reliant Cusset au Mayet-de-Montagne. D'autres départementales desservent le village ou un lieu-dit :
- la RD 121 (vers le Gué Chervais, Busset et Saint-Yorre à l'ouest et Nizerolles à l'est) ;
- la RD 421 (vers Molles au nord ou Arronnes au sud).

Elle est également desservie par la ligne F du réseau Trans'Allier, reliant Cusset au Mayet-de-Montagne (points d'arrêt : Le Pouthier sur l'axe Le Mayet-de-Montagne, Les Eaux Blanches et Le Gué Chervais sur l'axe Ferrières). À certaines heures, et en période scolaire, certains autocars desservent les établissements scolaires de Cusset (Cours Arloing, lycées Valery-Larbaud et Albert-Londres) tandis que d'autres assurent des correspondances avec un train pour Paris en gare de Vichy.[Passage à actualiser]

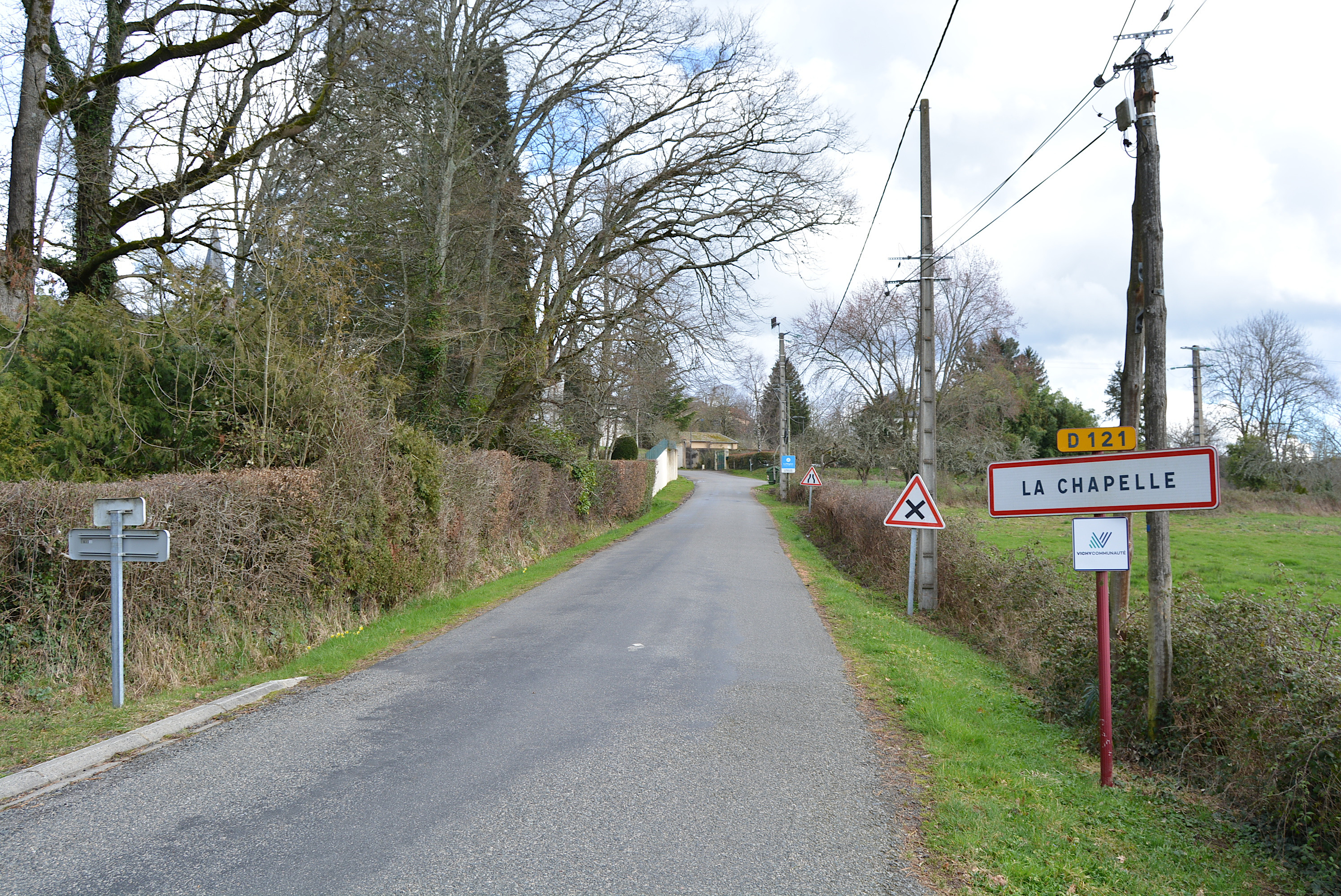
Entrée par la D 121 (en direction du centre du village).
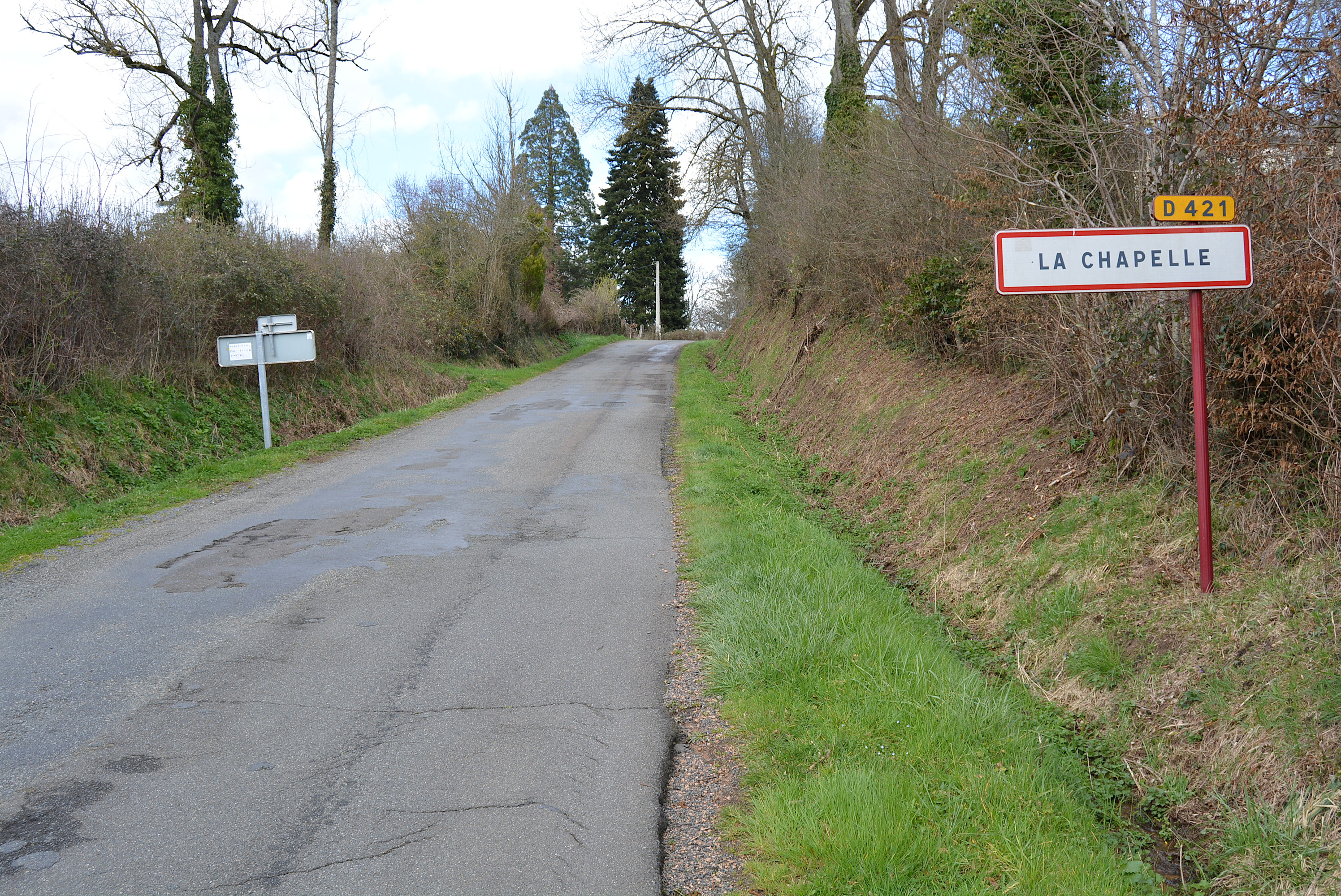
Entrée par la D 421 (depuis Arronnes).
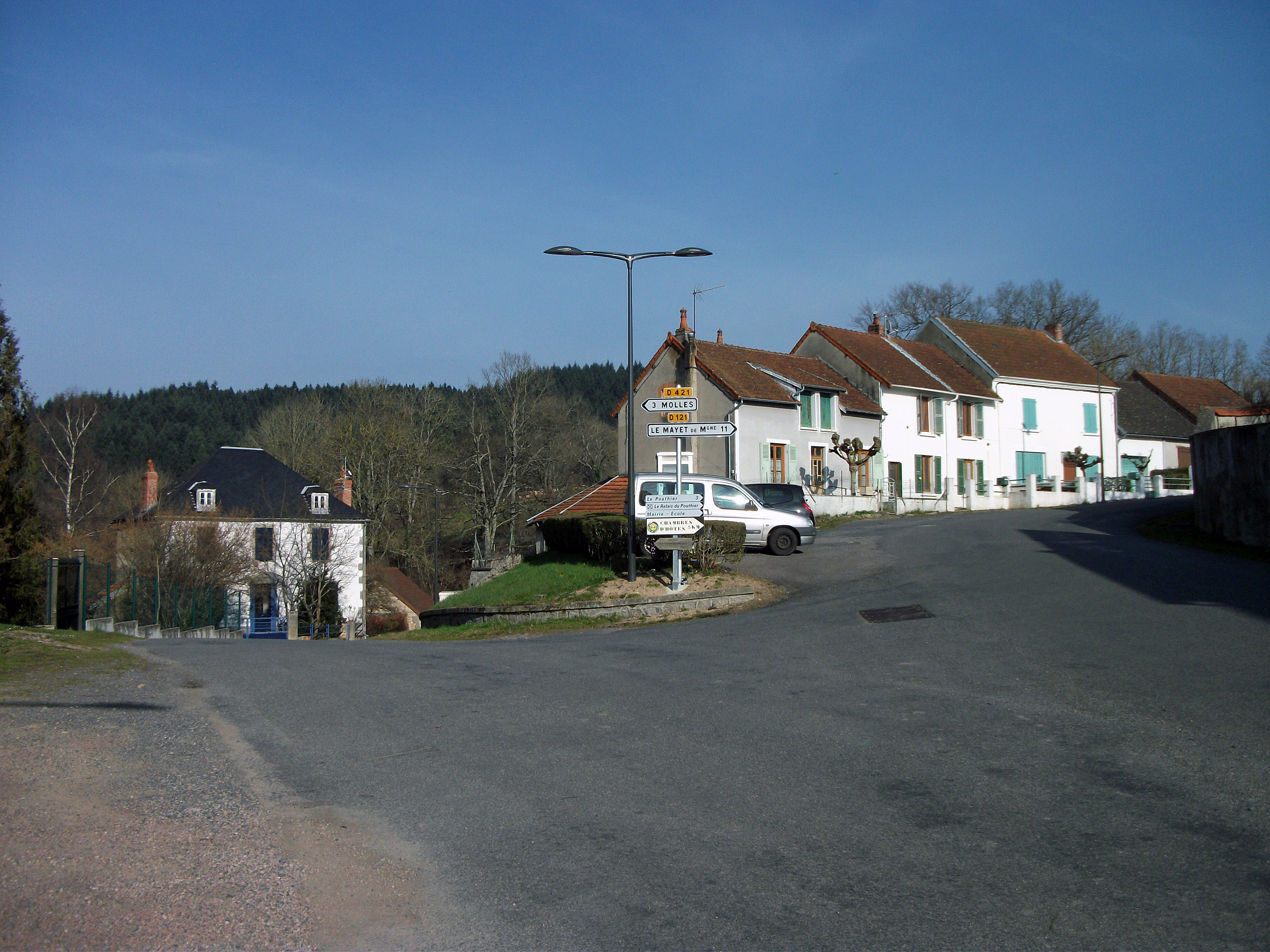
Route vers Molles (à gauche) et vers Le Mayet-de-Montagne (à droite).

## Histoire
Lors de la période révolutionnaire, La Chapelle devint Mansan du nom de la rivière.[réf. nécessaire]
Le premier édifice roman dédié à saint Cosme et saint Damien a disparu. Il s'agissait de la chapelle construite par les sœurs de Cusset vers le XIe siècle. Trois chapiteaux romans de cette chapelle sont conservés au château de la Chapelle. Une église fut reconstruite en 1905 par l’architecte Mitton, dans un style néo-roman. Le nouvel édifice en croix latine arbore un transept saillant et un chevet plat. Le clocher est un clocher-porche, surmonté d’une flèche d’ardoise, situé sur la façade ouest. Sur le côté nord de ce clocher-porche, une tourelle d’escalier circulaire est accolée au clocher. Cette église est la copie de celle de Saint-Didier-la-Forêt.[réf. nécessaire]

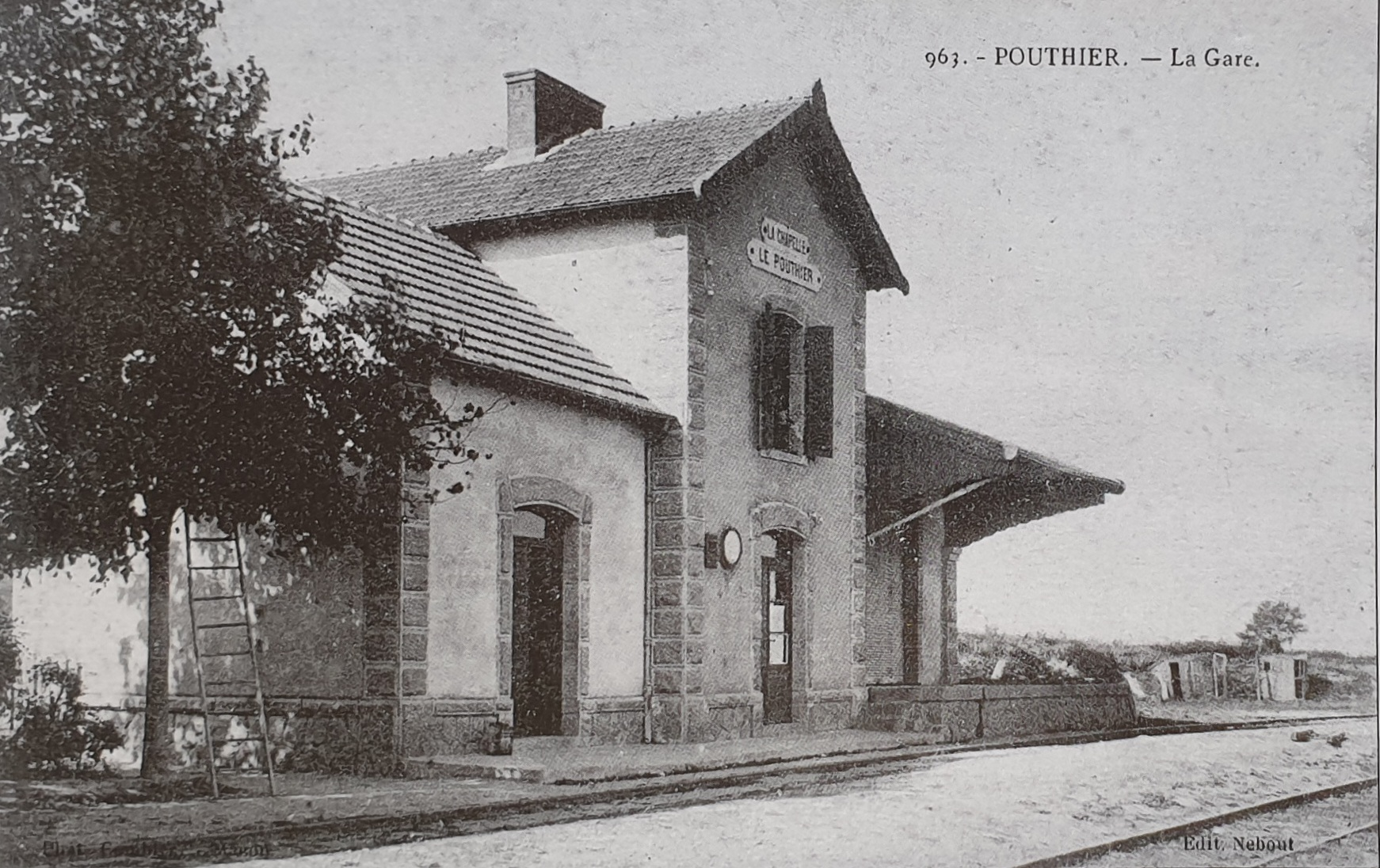
Ancienne gare du Pouthier sur la ligne de Vichy à Lavoine-Laprugne.

Entre le 11 juillet 1910 et le 1er juillet 1949, la voie ferrée construite à écartement métrique desservait la gare du Pouthier (ligne de Vichy à Lavoine-Laprugne par Cusset et le Mayet-de-Montagne). Cette ligne faisait partie du réseau de la Société des Chemins de fer du Centre et rejoignait dans le département de la Loire, Saint-Germain-Laval, Roanne et Balbigny.
Le 25 septembre 2016, La Chapelle a fêté ses 350 ans d'existence.

## Politique et administration

### Découpage territorial
La commune de La Chapelle est membre de la communauté d'agglomération Vichy Communauté, un établissement public de coopération intercommunale (EPCI) à fiscalité propre créé le 1er janvier 2017 dont le siège est à Vichy. Ce dernier est par ailleurs membre d'autres groupements intercommunaux.
Sur le plan administratif, elle est rattachée à l'arrondissement de Vichy, au département de l'Allier, en tant que circonscription administrative de l'État, et à la région Auvergne-Rhône-Alpes.
Sur le plan électoral, elle dépend du canton de Lapalisse pour l'élection des conseillers départementaux, depuis le redécoupage cantonal de 2014 entré en vigueur en 2015, et de la troisième circonscription de l'Allier pour les élections législatives, depuis le dernier découpage électoral de 2010 (quatrième circonscription avant 2010).
La Chapelle dépendait du district de Cusset en 1793 puis de l'arrondissement de Lapalisse en 1801, lequel fut transféré à Vichy en 1941 ; ainsi que du canton de Busset de 1793 à 1801, du canton de Cusset de 1801 à 1985 et du canton de Cusset-Sud de 1985 à mars 2015.

### Élections municipales et communautaires

#### Élections de 2020
Le conseil municipal de La Chapelle, commune de moins de 1 000 habitants, est élu au scrutin majoritaire plurinominal à deux tours avec candidatures isolées ou groupées et possibilité de panachage. Compte tenu de la population communale, le nombre de sièges à pourvoir lors des élections municipales de 2020 est de 11. La totalité des onze candidats en lice est élue dès le premier tour, le 15 mars 2020, avec un taux de participation de 52,80 %.

#### Liste des maires
| Période                                  | Période                    | Identité         | Étiquette | Qualité |
| ---------------------------------------- | -------------------------- | ---------------- | --------- | --- |
| Les données manquantes sont à compléter. |                            |                  |           | |
| Mars 1971                                | Mars 1983                  | Pierre PLANCHE   |           | Retraité |
| mars 1983                                | mars 2008                  | Jean Barret      | PRG       | Formateur GRETA |
| mars 2008 (réélue en 2014 et en 2020)    | En cours (au 19 juin 2024) | Nicole Coulange, | DVD       | Agricultrice 7e vice-présidente de la communauté d'agglomération Vichy Communauté chargée de l'administration générale, de la gestion patrimoniale et du schéma de mutualisation (depuis 2020) |

## Équipements et services publics

### Enseignement
La Chapelle dépend de l'académie de Clermont-Ferrand. Elle gère une école élémentaire publique de deux classes, baptisée "Pré Vert" en 2021.
Les élèves poursuivent leur scolarité au collège du Mayet-de-Montagne puis au lycée Albert-Londres de Cusset.

### Justice
La Chapelle dépend de la cour administrative d'appel de Lyon, de la cour d'appel de Riom, du tribunal administratif de Clermont-Ferrand, du tribunal de proximité et du conseil de prud'hommes de Vichy et des tribunaux judiciaire et de commerce de Cusset.

## Population et société

### Démographie
Les habitants de la commune sont appelés les Chapelois et les Chapeloises, les Chapellois ou les Chapelloises ou les Chapelains et les Chapelaines.

#### Évolution démographique
L'évolution du nombre d'habitants est connue à travers les recensements de la population effectués dans la commune depuis 1793. Pour les communes de moins de 10 000 habitants, une enquête de recensement portant sur toute la population est réalisée tous les cinq ans, les populations de référence des années intermédiaires étant quant à elles estimées par interpolation ou extrapolation. Pour la commune, le premier recensement exhaustif entrant dans le cadre du nouveau dispositif a été réalisé en 2005.

En 2022, la commune comptait 396 habitants, en évolution de +6,45 % par rapport à 2016 (Allier : −1,38 %, France hors Mayotte : +2,11 %).
| 1793 | 1800 | 1806 | 1821 | 1831 | 1836 | 1841 | 1846  | 1851  |
| ---- | ---- | ---- | ---- | ---- | ---- | ---- | ----- | ----- |
| 948  | 954  | 801  | 812  | 950  | 824  | 932  | 1 060 | 1 031 |

| 1856  | 1861 | 1866 | 1872  | 1876  | 1881  | 1886  | 1891  | 1896 |
| ----- | ---- | ---- | ----- | ----- | ----- | ----- | ----- | ---- |
| 1 032 | 983  | 980  | 1 000 | 1 046 | 1 091 | 1 061 | 1 011 | 984  |

| 1901 | 1906 | 1911 | 1921 | 1926 | 1931 | 1936 | 1946 | 1954 |
| ---- | ---- | ---- | ---- | ---- | ---- | ---- | ---- | ---- |
| 953  | 945  | 878  | 725  | 701  | 686  | 714  | 658  | 628  |

| 1962 | 1968 | 1975 | 1982 | 1990 | 1999 | 2005 | 2006 | 2010 |
| ---- | ---- | ---- | ---- | ---- | ---- | ---- | ---- | ---- |
| 543  | 471  | 413  | 415  | 360  | 348  | 388  | 381  | 382  |

| 2015 | 2020 | 2022 | - | - | - | - | - | - |
| ---- | ---- | ---- | - | - | - | - | - | - |
| 375  | 388  | 396  | - | - | - | - | - | - |

#### Pyramide des âges
En 2021, le taux de personnes d'un âge inférieur à 30 ans s'élève à 31,8 %, soit au-dessus de la moyenne départementale (29,0 %). À l'inverse, le taux de personnes d'âge supérieur à 60 ans est de 29,4 % la même année, alors qu'il est de 35,6 % au niveau départemental.
En 2021, la commune comptait 209 hommes pour 181 femmes, soit un taux de 53,59 % d'hommes, largement supérieur au taux départemental (47,97 %).
Les pyramides des âges de la commune et du département s'établissent comme suit :
| Hommes | Classe d’âge | Femmes |
| ------ | ------------ | ------ |
| 0,5    | 90 ou +      | 1,1    |
| 8,1    | 75-89 ans    | 7,7    |
| 21,0   | 60-74 ans    | 20,3   |
| 18,7   | 45-59 ans    | 20,5   |
| 18,8   | 30-44 ans    | 20,1   |
| 12,0   | 15-29 ans    | 10,6   |
| 20,9   | 0-14 ans     | 19,7   |

| Hommes | Classe d’âge | Femmes |
| ------ | ------------ | ------ |
| 1,2    | 90 ou +      | 3      |
| 10     | 75-89 ans    | 13,4   |
| 21,3   | 60-74 ans    | 22     |
| 20,6   | 45-59 ans    | 19,6   |
| 15,7   | 30-44 ans    | 15     |
| 15,6   | 15-29 ans    | 12,9   |
| 15,7   | 0-14 ans     | 14     |

## Économie

### Revenus de la population et fiscalité
En 2011, le revenu fiscal médian par ménage s'élevait à 23 745 €, ce qui plaçait La Chapelle au 26 801e rang des communes de plus de 49 ménages en métropole.

### Emploi
En 2020, la population âgée de 15 à 64 ans s'élevait à 223 personnes, parmi lesquelles on comptait 74,9 % d'actifs dont 70,9 % ayant un emploi et 4 % de chômeurs.
On comptait 42 emplois dans la zone d'emploi. Le nombre d'actifs ayant un emploi résidant dans la zone étant de 161, l'indicateur de concentration d'emploi est de 26,2 %, ce qui signifie que la commune offre moins d'un emploi par habitant actif.
117 des 161 personnes âgées de 15 ans ou plus (soit 72,7 %) sont des salariés. La majorité des actifs travaillent une autre commune du département.

## Culture et patrimoine

### Lieux et monuments
- L'ancienne chapelle Saint-Côme et Saint-Damien, fondée au Xe siècle par les abbesses de Cusset, fut détruite en 1904 laissant place à l'église Saint-Côme et Saint-Damien (bénie le 17 décembre 1905). Les vitraux réalisés par le parisien Jean Dénier ont été restaurés pour le centenaire par Marc Bertola[37].
- Le pont du Moulin-Chavan, pour partie du Xe siècle, qui enjambe le Sichon.

### Héraldique
|  | Les armes de la commune se blasonnent ainsi : De sinople au sautoir ondé d'argent, à l'écu de gueules brochant en abîme et chargé d'une chapelle du lieu d'or, ouverte et ajourée de sable bordé d'argent, et essorrée aussi de sable. |